# Prades (Tarn)
Prades település Franciaországban, Tarn megyében. Lakosainak száma 118 fő (2022. január 1.). Prades Bertre, Magrin, Puylaurens, Saint-Paul-Cap-de-Joux és Teyssode községekkel határos.

## Népesség
A település népességének változása:
| Lakosok száma | 138  | 132  | 135  | 130  | 127  | 125  | 123  | 120  | 118  |
|               | 2013 | 2015 | 2016 | 2017 | 2018 | 2019 | 2020 | 2021 | 2022 |